# Dub u Pazderny
Dub u Pazderny je památný strom v Klatovech. Dub letní (Quercus robur) roste jako solitér v nadmořské výšce 406 metrů. Obvod jeho kmene je 416 cm, šířka koruny 26 m (měřeno 2012) a výška 28 m (měřeno 2009). V roce 2009 a v roce 2019 byl proveden zdravotní řez. Strom roste na větší travnaté ploše mezi Drnovským potokem a silnicí, lokalita u Pazderny. Je chráněný od 18. dubna 2007 jako esteticky zajímavý strom a krajinná dominanta.

## Památné stromy v okolí
- Beňovská lípa
- Dub v Bezděkovském parku
- Dub v Klatovech
- Javor u klatovské pošty